# Sprinteuropamästerskapen i kanotsport 2009
Sprinteuropamästerskapen i kanotsport 2009 anordnades i Brandenburg, Tyskland. 

## Medaljsummering

### Medaljtabell

#### Kanot och kajak
| Pl. | Nation         | Guld | Silver | Brons | Totalt |
| --- | -------------- | ---- | ------ | ----- | ------ |
| 1   | Tyskland       | 6    | 9      | 5     | 20     |
| 2   | Ungern         | 6    | 9      | 2     | 17     |
| 3   | Belarus        | 4    | 1      | 1     | 6      |
| 4   | Ryssland       | 2    | 3      | 5     | 10     |
| 5   | Sverige        | 2    | 1      | 0     | 3      |
| 6   | Spanien        | 2    | 0      | 2     | 4      |
| 7   | Litauen        | 1    | 1      | 1     | 3      |
| 8   | Danmark        | 1    | 0      | 2     | 3      |
| 9   | Ukraina        | 1    | 0      | 1     | 2      |
| 9   | Azerbajdzjan   | 1    | 0      | 1     | 2      |
| 11  | Norge          | 1    | 0      | 0     | 1      |
| 12  | Slovakien      | 0    | 2      | 1     | 3      |
| 13  | Polen          | 0    | 1      | 1     | 2      |
| 14  | Storbritannien | 0    | 0      | 2     | 2      |
| 14  | Tjeckien       | 0    | 0      | 2     | 2      |
| 16  | Slovenien      | 0    | 0      | 1     | 1      |

### Herrar
| Gren       | Guld                                                                          | Tid      | Silver                                                                       | Tid      | Brons                                                                                        | Tid      |
| C-1 200m   | Valentin Demyanenko                                                           | 39,308   | Ivan Sjtyl                                                                   | 40,014   | Jevgenijus Šuklinas                                                                          | 40,338   |
| C-1 500m   | Dzianis Harazja                                                               | 1:50,298 | Jevgenijus Šuklinas                                                          | 1:50,466 | Sebastian Brendel                                                                            | 1:50,611 |
| C-1 1000m  | Attila Vajda                                                                  | 3:51,934 | Sebastian Brendel                                                            | 3:52,854 | Jose Luis Bouza                                                                              | 3:55,007 |
| C-2 200m   | Litauen Tomas Gadeikis Raimundas Labuckas                                     | 32,251   | Ryssland Ivan Sjtyl Jevgenij Ignatov                                         | 32,370   | Tyskland Stefan Holtz Robert Nuck                                                            | 32,663   |
| C-2 500m   | Tyskland Robert Nuck Stefan Holtz                                             | 1:40,365 | Polen Paweł Skowroński Roman Rynkiewicz                                      | 1:41,684 | Azerbajdzjan Sergey Bezuqlı Maksim Prokopenko                                                | 1:41,876 |
| C-2 1000m  | Ungern Mihály Sáfrán Mátyás Sáfrán                                            | 3:34,942 | Tyskland Erik Leue Tomasz Wylenzek                                           | 3:36,470 | Ryssland Nikolaj Lipkin Viktor Melantiev                                                     | 3:36,900 |
| C-4 200m   | Ryssland Nikolaj Lipkin Viktor Melantiev Aleksandr Kostoglod Sergej Ulegin    | 33,477   | Ungern Attila Bozsik Pál Sarudi Péter Balázs Gábor Horváth                   | 33,758   | Belarus Aljaksandr Valtjetski Aljaksandr Bahdanovitj Dzmitrij Vaitsisjkin Dzmitryj Rabtjanka | 33,797   |
| C-4 1000m  | Tyskland Erik Rebstock Chris Wend Thomas Lück Ronald Verch                    | 3:20,283 | Ungern Viktor Volein Róbert Mike Pál Sarudi Márton Tóth                      | 3:21,356 | Ryssland Oleg Sjelegov Ilja Sjtokalov Ivan Kuznetsov Roman Krugljakov                        | 3:22,690 |
| C-1 4×200m | Ryssland Jevgenij Ignatov Nikolaj Lipkin Viktor Melantiev Ivan Sjtyl          | 2:48,130 | Tyskland Sebastian Brendel Chris Wend Stefan Holtz Robert Nuck               | 2:51,096 | Ungern Attila Vajda Attila Bozsik Gábor Horváth László Foltán, Jr.                           | 2:51,254 |
| K-1 200m   | Oleh Charytonov                                                               | 39,308   | Jonas Ems                                                                    | 35,511   | Filip Svab                                                                                   | 35,534   |
| K-1 500m   | Anders Gustafsson                                                             | 1:35,894 | Ronald Rauhe                                                                 | 1:36,253 | Anton Rjachov                                                                                | 1:36,868 |
| K-1 1000m  | Max Hoff                                                                      | 3:29,101 | Anders Gustafsson                                                            | 3:30,419 | René Holten Poulsen                                                                          | 3:31,820 |
| K-2 200m   | Spanien Saúl Craviotto Rivero Carlos Pérez Rial                               | 32,251   | Belarus Vadzim Machneŭ Raman Petrusjenka                                     | 32,370   | Ukraina Serhij Servulja Mykola Kremer                                                        | 32,663   |
| K-2 500m   | Belarus Raman Petrusjenka Vadzim Machneŭ                                      | 1:27,425 | Ungern Zoltán Kammerer Gábor Kucsera                                         | 1:27,918 | Tyskland Marcus Gross Hendrik Bertz                                                          | 1:28,006 |
| K-2 1000m  | Norge Eirik Verås Larsen Jacob Norenberg                                      | 3:12,864 | Ungern Gábor Gönczy Roland Kökény                                            | 3:13,119 | Tyskland Norman Zahm Sebastian Lindner                                                       | 3:14,242 |
| K-4 200m   | Belarus Vadzim Machneŭ Taras Valko Dziamjan Turtjyn Raman Petrusjenka         | 30,275   | Ryssland Stepan Sjevtjuk Aleksandr Djatjenko Sergej Chovanskij Roman Zarubin | 30,298   | Ungern Rudolf Dombi Gergely Gyertyános Viktor Kadler Gergely Boros                           | 30,711   |
| K-4 1000m  | Belarus Vadzim Machneŭ Artur Litvintjuk Aleksandr Djatjenko Raman Petrusjenka | 2:54,589 | Slovakien Michal Riszdorfer Erik Vlček Juraj Tarr Richard Riszdorfer         | 2:56,323 | Tjeckien Ondrej Horsky Jan Soucek Jan Sterba Jan Andlik                                      | 2:56,760 |
| K-1 4×200m | Danmark Lasse Nielsen Casper Nielsen Esben Østergaard Kasper Bleibach         | 2:29,840 | Tyskland Torsten Lubisch Norman Brockl Ronald Rauhe Jonas Ems                | 2:30,620 | Spanien Francisco Blanco Llera Borja Prieto Valera Pablo Andres Ekaitz Saies Sistiaga        | 2:31,290 |

### Damer
| Gren       | Guld                                                                           | Tid      | Silver                                                                      | Tid      | Brons                                                                                   | Tid      |
| K-1 200m   | Teresa Portela Rivas                                                           | 41,014   | Tímea Paksy                                                                 | 41,090   | Spela Ponomarenko                                                                       | 41,094   |
| K-1 500m   | Katalin Kovács                                                                 | 1:49,644 | Katrin Wagner-Augustin                                                      | 1:49,862 | Rachel Cawthorn                                                                         | 1:51,693 |
| K-1 1000m  | Katalin Kovács                                                                 | 3:56,310 | Franziska Weber                                                             | 3:57,458 | Henriette Engel Hansen                                                                  | 3:58,169 |
| K-2 200m   | Tyskland Nicole Reinhardt Fanny Fischer                                        | 37,019   | Ungern Nataša Janić Katalin Kovács                                          | 37,131   | Slovakien Martina Kohlová Ivana Kmetová                                                 | 37,561   |
| K-2 500m   | Ungern Gabriella Szabó Danuta Kozák                                            | 1:39,914 | Slovakien Martina Kohlová Ivana Kmetová                                     | 1:41,091 | Tyskland Franziska Weber Fanny Fischer                                                  | 1:41,504 |
| K-2 1000m  | Sverige Josefin Nordlöw Sofia Paldanius                                        | 3:35,848 | Ungern Tamara Csipes Gabriella Szabó                                        | 3:36,533 | Ryssland Juliana Salachova Anastasia Sergeeva                                           | 3:37,111 |
| K-4 200m   | Ungern Nataša Janić Katalin Kovács Tímea Paksy Krisztina Fazekas               | 35,009   | Tyskland Katrin Wagner-Augustin Tina Dietze Conny Waßmuth Carolin Leonhardt | 35,065   | Storbritannien Rachel Cawthorn Hayleigh Mason Louisa Sawers Jessica Walker              | 35,881   |
| K-4 500m   | Tyskland Nicole Reinhardt Katrin Wagner-Augustin Tina Dietze Carolin Leonhardt | 1:31,236 | Ungern Erika Medveczky Nataša Janić Tamara Csipes Dalma Benedek             | 1:33,116 | Polen Magdalena Krukowska Małgorzata Chojnaczka Ewelina Wojnarowska Marta Walczykiewicz | 1:33,444 |
| K-1 4×200m | Tyskland Conny Waßmuth Nicole Reinhardt Fanny Fischer Katrin Wagner-Augustin   | 2:54,351 | Ungern Danuta Kozák Tímea Paksy Nataša Janić Zomilla Hegyi                  | 2:54,652 | Ryssland Natalia Borisova Alexandra Tomnikova Svetlana Kudinova Julia Katjalova         | 2:58,062 |